# Adenia perrieri
Adenia perrieri är en passionsblomsväxtart som beskrevs av Clav.. Adenia perrieri ingår i släktet Adenia och familjen passionsblomsväxter. Inga underarter finns listade i Catalogue of Life.